# 合成 (小說)
《合成》是倪匡筆下科幻小說衛斯理系列之一。故事講述生物學家跟他的助手把猿的腦移植到一個白痴的腦中，代替原來他的一個腦部，卻被自己製作的科學怪人反噬的故事。

## 故事大綱

### 殘酷的謀殺
某夜，生物學家裴達教授的研究室，被不明歹徒徹底破壞，其後裴達教授更被殺害，其助手貝興國成為疑犯被捕。裴達教授的妹妹、同時是貝興國的女友裴珍妮，卻堅信貝興國是無辜的，希望大偵探小郭的幫助，但被婉拒，便求助於衛斯理，衛斯理問完案情後，便到傑克上校處，要求與在監獄中的貝興國見面，結果反而被貝興國趕了出來。

### 怪物現身
之後，衛斯理便到裴達教授的研究室調查，發現屋內所有物品全都不完整，但竟然有一個養有蝌蚪、有著「亞昆養的」四個字的玻璃瓶，卻完整無缺。憑著這個發現，衛斯理再與貝興國見面，對方卻支吾以對，更稱是自己與裴達教授殺了人，犯下罪無可恕的罪行。貝興國於當晚凌晨，更在獄中自殺，並在牆上留下「我死了，罪有應得，別調查我們的死因，千萬別調查。」的遺言。衛斯理與傑克上校再到研究室徹底搜尋，發現裴達教授與貝興國生前正在進行一項名為「合成計劃」的試驗，但不知計劃內容。警方的傑克上校打算把該案件列為懸案，直接收隊回去。衛斯理卻決定在屋外守候亞昆的回來。

### 合成計畫
衛斯理卻決定在屋子外守候亞昆的回來。衛斯理之後追蹤聲響的來源，果然在山洞中遇到像怪物一樣的亞昆，結果被阿昆打傷，斷了兩根肋骨，留院足足一個星期。其後半個月之後，市郊一鄉村發生怪事，豬欄及某戶民宅被破壞，衛斯理前往調查，發現亞昆是該村的村童，因為梅毒引起的先天性白痴，後來卻失蹤了。當傑克上校得知亞昆的存在，將之列為危險人物，並打算派警員圍捕他，衛斯理希望生擒他，傑克上校卻主張就地射殺。

### 圍捕亞昆
衛斯理在鄉村附近發現亞昆的行蹤，傑克上校便派人前往調查，展開行動。最後亞昆狂性大發，企圖殺死衛斯理，傑克上校為救同伴衛斯理，而被逼開槍將其射殺。事後憑各項線索，以及亞昆屍體的解剖結果，衛斯理終於推斷出原來所謂的「合成計劃」，是用猿腦代替原來的人腦，取代原本大腦的部分功能。裴達教授同時利用透明塑膠板，來代替亞昆的頭蓋骨，方便研究，並且將猿的腦部換上人腦，導致亞昆這個先天性白痴，變成了一個力大無窮，半人半猿的怪物，最後連斐達教授亦慘死於亞昆之手下，而貝興國也感到罪疚而自殺。衛斯理唯有感嘆，科學不是萬能，其成果如果不能控制，往往造成反噬。本故事亦曾經被改編成廣播劇。

## 角色介紹
- 衛斯理 - 故事敘述者。作家。好管閒事的人。
- 傑克上校 - 警方特別工作室主任。力主射殺亞昆。
- 裴達教授 - 生物學家。進行合成計畫，將猿腦與人腦組成一個腦。
- 貝興國 - 生物學家裴達的助手。
- 裴珍妮 - 裴達教授的妹妹。貝興國的未婚妻。
- 亞昆 - 力大無窮的怪物。原是一個白癡村童。合成計畫對象。
- 白素 - 衛斯理之妻子。
- 林二叔 - 衛斯理的父執輩。醫生。告訴他白痴兒童乃是父輩的梅毒引起。亞昆的父親是海員。

## 角色花絮
- 這個故事中的傑克原本是中校。一九九九年香港版(新版)中改成上校。據說是因為故事中的衛斯理表現得比較成熟之故(有一個三歲女兒)。講話口吻不太像是年輕人。
- 這個故事的最後部份(圍捕亞昆)，衛斯理曾提及他和白素剛有一個女兒（當時未有名字），但在其後的故事未有再提及過。直至在《探險》和《繼續探險》中發現女野人紅綾是他的女兒後，衛斯理才解釋當時不久後，女兒便離奇失蹤，他因傷心過度一直不再提及。

## 廣播劇
- 香港商業電台以粵語於1988年星期一至五，每日下午三時正首播《合成》廣播劇，合共7集。為商台衛斯理廣播劇系列第三十個故事。
  - 監製：金貴
  - 改編：唐寧
  - 配音
    - 朱子聰 飾演 衛斯理
    - 錢佩卿 飾演 白素
    - 盧雄　 飾演 傑克上校
    - 吳忠泰 飾演 郭則清（小郭）
    - 金貴　 飾演 裴達教授
    - 翠碧　 飾演 裴珍妮
    - 陳永信 飾演 貝興國
    - 吳忠泰 飾演 亞昆
    - 何文光 飾演 大學生
    - 陳慕賢 飾演 大學生
    - 甄錦華 飾演 副校長（原著為校務主任）
    - 莫佩雯 飾演 村童
    - 吳惠玲 飾演 村童
    - 陳永信 飾演 村長
    - 陳慕賢 飾演 珠女（村長女兒）

| 前任者： 026 屍變、湖水 | 衛斯理系列（按編號） 027 （包括筆友）                  | 繼任者： 028 大廈 |
| 前任者： 屍變           | 衛斯理系列（按連載時序） 1968年11月25日至1969年1月21日 | 繼任者： 筆友     |